# Eurobowl
Eurobowl był to do 2013 roku mecz finałowy European Football League a od 2014 do 2019 roku BIG6 Europe.

## Historia
Pierwszy Eurobowl odbył się w dniach 9-16 sierpnia 1986 roku i miał formę turniejową. Wśród uczestników było osiem drużyn z siedmiu różnych krajów europejskich. Trofeum zwane "Golden Helmet" ufundowane zostało przez NFL. W latach 1989–1999 zwycięzca otrzymywał trofeum zwane Ulrico-Lucarelli-Trophy. 

## Wyniki
| Rok  | Edycja | Miejscowość | Zwycięzca           | Finalista                  | Wynik | Widzów |
| EFL  | EFL    | EFL         | EFL                 | EFL                        |       |        |
| ---- | ------ | ----------- | ------------------- | -------------------------- | ----- | ------ |
| 1986 | I      | Amsterdam   | TAFT Vantaa         | Bologna Doves              | 20-16 | 2.000  |
| 1988 | II     | Londyn      | Helsinki Roosters   | Amsterdam Crusaders        | 35-14 | 15.000 |
| 1989 | III    | Legnano     | Legnano Frogs       | Amsterdam Crusaders        | 27-23 | ?      |
| 1990 | IV     | Rimini      | Manchester Spartans | Legnano Frogs              | 34-22 | 300    |
| 1991 | V      | Offenbach   | Amsterdam Crusaders | Berlin Adler               | 21-20 | 2.500  |
| 1992 | VI     | Uppsala     | Amsterdam Crusaders | Giaguari Torino            | 42-24 | 6.000  |
| 1993 | VII    | Bruksela    | London Olympians    | Amsterdam Crusaders        | 42-21 | 5.000  |
| 1994 | VIII   | Stuttgart   | London Olympians    | Bergamo Lions              | 26-23 | 17.000 |
| 1995 | IX     | Stuttgart   | Düsseldorf Panther  | London Olympians           | 21-14 | 21.000 |
| 1996 | X      | Stuttgart   | Hamburg Blue Devils | Aix-en-Provence Argonautes | 21-14 | 15.500 |
| 1997 | XI     | Stuttgart   | Hamburg Blue Devils | Bologna Phoenix            | 35-14 | 16.000 |
| 1998 | XII    | Hamburg     | Hamburg Blue Devils | La Courneuve Flash         | 38-19 | 12.000 |
| 1999 | XIII   | Hamburg     | Braunschweig Lions  | Hamburg Blue Devils        | 27-23 | 20.900 |
| 2000 | XIV    | Hamburg     | Bergamo Lions       | Hamburg Blue Devils        | 42-20 | 20.000 |
| 2001 | XV     | Wiedeń      | Bergamo Lions       | Vienna Vikings             | 28-11 | 6.000  |
| 2002 | XVI    | Brunszwik   | Bergamo Lions       | Braunschweig Lions         | 27-20 | 8.750  |
| 2003 | XVII   | Brunszwik   | Braunschweig Lions  | Vienna Vikings             | 21-14 | 7.900  |
| 2004 | XVIII  | Wiedeń      | Vienna Vikings      | Bergamo Lions              | 53-20 | 7.000  |
| 2005 | XIX    | Wiedeń      | Vienna Vikings      | Bergamo Lions              | 29-6  | 4.000  |
| 2006 | XX     | Wiedeń      | Vienna Vikings      | La Courneuve Flash         | 41-9  | 6.000  |
| 2007 | XXI    | Wiedeń      | Vienna Vikings      | Marburg Mercenaries        | 70-19 | 4.500  |
| 2008 | XXII   | Innsbruck   | Tirol Raiders       | Vienna Vikings             | 28-24 | 5.600  |
| 2009 | XXIII  | Innsbruck   | Tirol Raiders       | La Courneuve Flash         | 30-19 | 6.500  |
| 2010 | XXIV   | Wiedeń      | Berlin Adler        | Vienna Vikings             | 34-31 | 5.500  |
| 2011 | XXV    | Innsbruck   | Tirol Raiders       | Berlin Adler               | 27-12 | 8.600  |
| 2012 | XXVI   | Vaduz       | Calanda Broncos     | Vienna Vikings             | 27-14 | 4.000  |
| 2013 | XXVII  | Innsbruck   | Vienna Vikings      | Tirol Raiders              | 37-14 | 8.000  |
| BIG6 |        |             |                     |                            |       |        |
| 2014 | XXVIII | Berlin      | Berlin Adler        | Braunschweig Lions         | 20-17 | 2.400  |
| 2015 | XXIX   | Brunszwik   | Braunschweig Lions  | Schwäbisch Hall Unicorns   | 24-14 | 5.100  |
| 2016 | XXX    | Innsbruck   | Braunschweig Lions  | Tirol Raiders              | 35-21 | 4.800  |
| 2017 | XXXI   | Frankfurt   | Braunschweig Lions  | Frankfurt Universe         | 55-14 | 7.694  |
| 2018 | XXXII  | Frankfurt   | Braunschweig Lions  | Frankfurt Universe         | 20-19 | 3.200  |
| 2019 | XXXIII | Poczdam     | Potsdam Royals      | Amsterdam Crusaders        | 62-12 | 2.300  |

## Bilans klubów
| Drużyna                    | Zwycięzca | Finalista | Zwycięzca (lata)                   | Finalista (lata)       |
| -------------------------- | --------- | --------- | ---------------------------------- | ---------------------- |
| Braunschweig Lions         | 6         | 2         | 1999, 2003, 2015, 2016, 2017, 2018 | 2002, 2014             |
| Vienna Vikings             | 5         | 4         | 2004, 2005, 2006, 2007, 2013       | 2001, 2003, 2008, 2010 |
| Bergamo Lions              | 3         | 3         | 2000, 2001, 2002                   | 1994, 2004, 2005       |
| Hamburg Blue Devils        | 3         | 2         | 1996, 1997, 1998                   | 1999, 2000             |
| Tirol Raiders              | 3         | 2         | 2008, 2009, 2011                   | 2013, 2016             |
| Berlin Adler               | 2         | 2         | 2010, 2014                         | 1991, 2011             |
| Amsterdam Crusaders        | 2         | 4         | 1991, 1992                         | 1988, 1989, 1993, 2019 |
| London Olympians           | 2         | 1         | 1993, 1994                         | 1995                   |
| Legnano Frogs              | 1         | 1         | 1989                               | 1990                   |
| Potsdam Royals             | 1         | 0         | 2019                               | –                      |
| Calanda Broncos            | 1         | 0         | 2012                               | –                      |
| Düsseldorf Panther         | 1         | 0         | 1995                               | –                      |
| Manchester Spartans        | 1         | 0         | 1990                               | –                      |
| Helsinki Roosters          | 1         | 0         | 1988                               | –                      |
| TAFT Vantaa                | 1         | 0         | 1986                               | –                      |
| La Courneuve Flash         | 0         | 3         | –                                  | 1998, 2006, 2009       |
| Frankfurt Universe         | 0         | 2         | –                                  | 2017, 2018             |
| Schwäbisch Hall Unicorns   | 0         | 1         | –                                  | 2015                   |
| Marburg Mercenaries        | 0         | 1         | –                                  | 2007                   |
| Bologna Phoenix            | 0         | 1         | –                                  | 1997                   |
| Aix-en-Provence Argonautes | 0         | 1         | –                                  | 1996                   |
| Giaguari Torino            | 0         | 1         | –                                  | 1992                   |
| Bologna Doves              | 0         | 1         | –                                  | 1986                   |